# Artur Breitwieser
Artur Johann Breitwieser (ur. 31 lipca 1910 we Lwowie, zm. 20 grudnia 1978 w Bonn) – niemiecki zbrodniarz wojenny, członek załogi obozu koncentracyjnego Auschwitz-Birkenau i SS-Unterscharführer.

## Życiorys
Urodzony we Lwowie, do czasu wybuchu II wojny światowej był obywatelem polskim narodowości niemieckiej (Volksdeutscher). Z wykształcenia magister prawa (tytuł ten uzyskał na Uniwersytecie Lwowskim), a z zawodu urzędnik prywatny. Członek SS od 21 listopada 1939. Do maja 1940 należał do 10. pułku piechoty SS (10. SS-Infanterie-Regiment), a następnie przeniesiono go do obozu koncentracyjnego Auschwitz. Breitwieser pełnił tam służbę (od 1944 w Monowicach) jako zastępca kierownika magazynu odzieży i sprzętu do 20 stycznia 1945.
Jako że doskonale znał język polski szczególnie uciążliwy był dla więźniów narodowości polskiej. Podsłuchiwał ich i następnie składał donosy, na podstawie których więźniom wymierzano surowe kary. Breitwieser często dokonywał również rewizji u więźniów, pozbawiając ich żywności, a przy okazji sam gorliwie korzystał z zapasów żywności przeznaczonych dla więźniów.
Po zakończeniu wojny Breitwieser dwukrotnie stanął przed sądem, by odpowiedzieć za swoje zbrodnie. Najpierw w pierwszym procesie oświęcimskim polski Najwyższy Trybunał Narodowy na sesji wyjazdowej w Krakowie skazał go 22 grudnia 1947 na karę śmierci przez powieszenie. Trybunał uzasadnił to charakterem oskarżonego, stwierdzając, iż odwdzięczył się on państwu polskiemu, na terenie którego się urodził, wychował i wykształcił, tym iż w obozie oświęcimskim bił więźniów narodowości polskiej i składał na nich donosy. Karę śmierci zamienił jednak w drodze prawa łaski na dożywocie Bolesław Bierut. Breitwieser opuścił polskie więzienie 18 grudnia 1958.
Następnie zasiadł na ławie oskarżonych w drugim procesie oświęcimskim przed zachodnioniemieckim sądem we Frankfurcie nad Menem. Tym razem został oskarżony o wrzucanie Cyklonu B do komory gazowej w obozie Auschwitz I. Jednak po przeprowadzeniu wizji lokalnej na obszarze byłego obozu okazało się, że świadek który złożył obciążające Breitwiesera zeznania, nie mógł obserwować całego zdarzenia. Oskarżonego uniewinniono ze wszystkich zarzutów.